# Йоте Прътев
Йоте Прътев е български революционер, член на Вътрешната революционна организация.

## Биография
Йоте Прътев е роден в Добринища, тогава в Османската империя. В 1876 година влиза във ВРО и става председател на комитета за подготовка на въстание. След като Берлинският договор оставя Македония в Османската империя, Прътев взима участие в избухналото Кресненско-Разложко въстание. Заловен е след разгрома на въстание и е осъден, но по-късно помилван на път за затвора.